# Старшая школа им. Виктора Дж. Эндрю
Старшая школа имени Виктора Дж. Эндрю, Эндрю, или VJA — государственная 4-х летняя старшая школа, расположенная в Тинли-Парк, штат Иллинойс, юго-западном пригороде Чикаго, штат Иллинойс, в Соединенных Штатах. Это третья школа, которая стала частью объединенного округа средней школы 230, в который также входят старшая школа Амоса Алонзо Стагга и старшая школа Карла Сандбурга. 
Школа Эндрю обслуживает следующие районы:  участки Тинли-Парка, Ок-Форест, Орленд-Хилс и Орленд-Парк.

## Результаты тестирования
В 2008 году у школы Эндрю средний балл по тестированию  ACT составил 22,8, и его сдали 96,3% старших классов.  Среднее количество учеников в классе составляет 23,5. Школа Эндрю не сдала «Годовой прогресс» в экзамене «Достижения штата прерий», который использовался в штате Иллинойс для выполнения мандатов в федеральном Законе «Не осталось детей» .

## Студенческая жизнь

### Легкая атлетика
Школа Эндрю участвует в Юго-западной пригородной конференции (SWSC) и является членом Ассоциации средних школ штата Иллинойс (IHSA), которая руководит большинством спортивных и соревновательных мероприятий в штате. Команды школы стилизованы под Thunderbolts. Название и логотип Thunderbolt были основаны на торговой марке «Flash» корпорации Andrew .
Школа спонсирует межшкольные команды для юношей и девушек по баскетболу, боулингу, кроссу, гольфу, гимнастике, футболу, плаванию и дайвингу, теннису, легкой атлетике, волейболу и водному поло .  Юноши могут соревноваться в бейсболе, футболе и борьбе, в то время как девушки могут соревноваться в бадминтоне, черлидинге и софтболе .
Следующие команды выиграли свой соответствующий турнир штата IHSA или встретились: 
- Бадминтон: 1982–1983, 1993–1994, 1999–2000, 2000–2001, 2001–2002, 2004–2005
- Бейсбол: 1991–1992
- Боулинг (мальчики): 2004–2005, 2005–2006, 2011–2012
- Боулинг (девушки): 2011–2012

### Мероприятия
Марширующий оркестр - национально признанный оркестр уличных шествий.
Первым директором оркестра средней школы имени Виктора Дж. Эндрю был Патрик Каллер в 1977 году. Во время пребывания в должности Каллер хотел, чтобы его группа стремилась к совершенству, а нынешний руководитель хотел, чтобы группа начала конкурировать. Таким образом, группа начала соревноваться в 1979 году. В течение с 1982 по 2010 год Дэн Романо руководил программой, включающую марширующий оркестр и все концертные группы.
В 1980-х группа боролась как в финансовом плане, так и в исполнении. Романо решил попробовать новый подход, и спустя много лет группа начала добиваться успеха в своих маршевых соревнованиях. Он известен тем, что начал традицию группы повторять их девиз: «Ноги вместе, плечи назад, подбородки и глаза с гордостью» перед выходом на поле.
В 1987 году оркестр средней школы имени Виктора Дж. Эндрю начал собираться в лагерь в Пилигрим Парке,  церковном лагере, расположенном в Принстоне, штат Иллинойс (около Пеории, штат Иллинойс). С тех пор группа ежегодно отправляется в Пилигрим Парк, чтобы подготовиться к предстоящему сезону. Пока они там, они изучают марширующие приемы, визуальные эффекты  и продолжают улучшать свою музыку. Оркестр средней школы имени Виктора Дж. Эндрю принял участие во многих конкурсах Bands of America. В течение осеннего сезона они путешествовали за пределы штата в Цинциннати, Огайо, Сентервилл, Огайо, Понтиак, Мичиган, Сент-Луис и Индианаполис, Индиана. Они также посещают много соревнований в государстве. К ним относятся Иллинойс государственного университета Пригласительный оркестр, Лейк-Парк Джуст, Амос Алонзо Stagg Band Джамбори, Пригласительный оркестр Линкольн-Уэй Ист-Маршинг, Маунт-Проспект Марши рыцарей. Конкурс марширующих оркестров "Рыцарь чемпионов" и Конкурс оркестров "Уилинг".  Каждый год, начиная с 2010 года (каждый второй год с 1994 по 2008 год), группа участвует в Великих национальных чемпионатах BOA, проводимых на стадионе Lucas Oil в Индианаполисе. В течение их весеннего сезона они путешествовали в Калифорнию, Нэшвилл и Орландо, Флорида . Находясь в Орландо, группа обычно участвует в парадах и концертных выступлениях. Группа ездит в Орландо каждые три года. Группа также выступила на 6abc Dunkin 'Donuts Dayd Day Day Parade и у Мемориала Линкольна в Вашингтоне, округ Колумбия.
В 2009 году Дэн Романо снял свое последнее шоу под названием Reflections . Затем вышел на пенсию позже в том же году и теперь возвращается в школу. Текущий директор группы - Марк Ивински, который вошел в группу, когда он был в средней школе.
В округе также проводится мероприятие Relay For Life, которое жертвует деньги Американскому обществу по борьбе с раком. В 2010 году «Эстафета жизни 230» собрала почти 400 000 долларов. Это позволило им занять первое место в мире молодежных мероприятий и занять второе по величине молодежного мероприятия в стране, вслед за командой университета Вирджиния Tech. Эстафета продолжалась в течение последних 13 лет и стала первым событием такого рода в стране. 
Осенью 2018 года для спектакля в Иллинойсе был выбран осенний спектакль «Ночной Торо, проведенный в тюрьме».

## Известные выпускники
- Кит Эдмиер - художник. [12]
- Армандо Эстрада (Хазем Али) - профессиональный рестлер, работающий на World Wrestling Entertainment .  [13]
- Джейсон Джордан - борец и бывший чемпион команды
- Джина Глоксен - певица и финалистка 9-го места в шестом сезоне American Idol.
- Гарретт Джонс - бывший игрок Высшей лиги бейсбола, и в настоящее время играет за гигантов Yomiuri.
- Кристин Магнусон - пловчиха, специализирующийяся на ударе бабочки. Она выиграла 2 серебряные медали в плавании на летних Олимпийских играх 2008 года.  [14] [15]
- Кен Рутковски - ведущий предпринимательского бизнес-шоу Business Rockstars, базирующегося в Лос-Анджелесе, штат Калифорния.
- Кевин Сефчик — бывший игрок Высшей лиги бейсбола (1995–2001), большую часть своей карьеры он играл в « Филадельфии Филлис».
- Майкл Гастингс — член Сената Иллинойса. [16]